# 清水真理子
清水 真理子（しみず まりこ、女性、1974年5月4日 - ）は、日本のレスリング選手である。群馬県富岡市出身。富岡東高等学校、東洋大学卒業。

## 来歴
幼稚園時に2人の兄の影響でレスリングを始める。中1だった1987年に国内初の女子レスリング大会である第1回オープントーナメントに出場。
大学卒業後、教員として埼玉栄高校にて3年間英語教諭及び女子レスリング部コーチとして赴任、選手として全日本選手権5回、ジャパンクイーンズカップ8回優勝、世界選手権も1997年と99年の2度銀メダルを獲得。1999年の全日本選手権では自身のみならず女子レスリング部の教え子3人も入賞を果たした。
その後は地元群馬県に赴任。2003年まで全日本選手権17度連続出場。
現在は第一線から退き県内の高校で指導に当たる。館林高校の教え子にロンドン五輪銅メダリストの松本隆太郎がいる。